# Eleições estaduais em Santa Catarina em 2002
As eleições estaduais em Santa Catarina em 2002 foram realizadas em 6 de outubro, como parte das eleições gerais no Brasil. Nesta ocasião, foram realizadas eleições em todos os 26 estados e no Distrito Federal. Os cidadãos aptos a votar elegeram o Presidente da República, o Governador e dois Senadores por estado, além de deputados estaduais e federais.
Em Santa Catarina houveram dois turnos, com o segundo pleito acontecendo em 27 de outubro de 2002.
Após vencer duas eleições consecutivas para prefeito de Joinville, com larga vantagem sobre o candidato do governo estadual Eni Voltolini (PPB), Luiz Henrique da Silveira tinha o desafio de levar o PMDB ao governo do estado. Desafio esse que no início de 2002 parecia quase impossível, já que o partido vinha de uma derrota impactante em 1998, onde o PMDB foi derrotado no primeiro turno por Esperidião Amin (PPB) ao governo e Jorge Bornhausen (PFL) ao senado.
Esperidião era o grande favorito, e um dos pontos decisivos por sua queda nas pesquisas, que chegou a beirar os 52% dos votos no início da campanha, foi a chamada "Onda Lula", que varreu o país elegendo candidatos de esquerda. Em Santa Catarina, a esquerda tinha como alvo principal o candidato que estava no poder, que representava o conservadorismo e inclusive era filiado no sucessor da Aliança Renovadora Nacional (ARENA), por onde tinha sido nomeado prefeito de Florianópolis em 1975.
A chamada "Onda Lula" foi o nome dado ao movimento de esquerda ligado a grande popularidade do então candidato a presidência Luiz Inácio Lula da Silva do (PT). Para se ter uma ideia, a "onda" fez o número de vitórias do Partido dos Trabalhadores disparar, elevando o número de cadeiras na Câmara dos Deputados de 58 para 91 vagas, e no Senado Federal de sete para 14 cadeiras. Inclusive uma das vitórias foi em Santa Catarina, com Ideli Salvatti, que na época quebrou o recorde de votos para o senado, com 1.054.304 votos, mesmo o partido não tendo tradição alguma no estado.
Essa "onda" que deixou o primeiro turno indefinido, com José Fritsch chegando a ficar na frente de Luiz Henrique da Silveira até terminar a apuração em Joinville, no segundo turno veio a beneficiar o joinvillense, com o apoio formal do Partido dos Trabalhadores ao candidato Peemedebista.
Outros números interessantes aconteceram na disputa pelo senado. O levantamento realizado no início de setembro pelo IBOPE, mostrava a vitória de Paulinho Bornhausen (PFL) com 32% e Casildo Maldaner (PMDB) com 24%. Em seguida apareciam Leonel Pavan (PSDB) com 20% e Hugo Biehl (PPB) com 17% brigando com Casildo pelo segundo lugar. O petista Milton Mendes tinha 14%, à frente da companheira de sigla, Ideli Salvatti, que tem 12% das intenções, que segundo as pesquisas, estavam longe da disputa. (OBS: Pesquisa feita com cenário de 200%, levando em conta que o eleitor terá direito a dois votos).
Os resultados foram completamente invertidos, chegando a colocar a credibilidade do instituo a prova. O praticamente eleito Paulinho Bornhausen (PFL) acabou a disputa em quarto lugar, e a sexta colocada Ideli Salvatti liderou a votação.

## Resultado da eleição para governador

### Primeiro turno

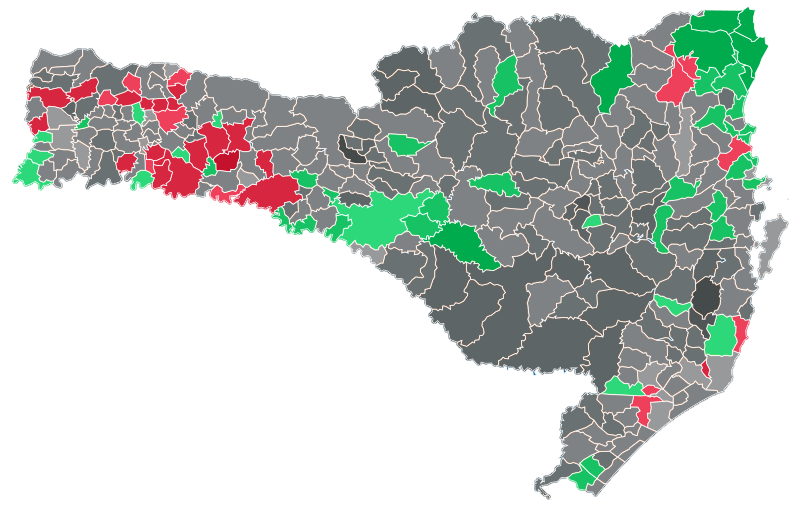
No primeiro turno (293):
Esperidião Amin (216)
Luiz Henrique da Silveira (46)
José Fritsch (31)

| Candidatos a governador do estado | Candidatos a vice-governador | Número | Coligação                                               | Votação   | Percentual |
| --------------------------------- | ---------------------------- | ------ | ------------------------------------------------------- | --------- | ---------- |
| Esperidião Amin PPB               | Eni Voltolini PPB            | 11     | Santa Catarina Melhor (PPB, PFL, PSL, PST, PRTB, PTdoB) | 1.217.059 | 39,86%     |
| Luiz Henrique da Silveira PMDB    | Eduardo Moreira PMDB         | 15     | Por Toda Santa Catarina (PMDB, PSDB)                    | 918.615   | 30,08%     |
| José Fritsch PT                   | Luiz Carlos Nemetz PT        | 13     | Frente Popular (PT, PL, PCdoB, PMN)                     | 834.385   | 27,33%     |
| Antônio Bello PSB                 | Clóvis Francisco PSB         | 40     | Fé no Brasil (PSB, PSD)                                 | 48.036    | 1,57%      |
| Sérgio Grando PPS                 | João de Deus Medeiros PV     | 23     | Frente Ecológica Popular (PPS, PV, PSDC)                | 31.323    | 1,03%      |
| Gilmar Salgado PSTU               | Rosane de Souza PSTU         | 16     | —                                                       | 4.136     | 0,13%      |

### Segundo turno
| Candidatos a governador do estado | Candidatos a vice-governador | Número | Coligação                                               | Votação   | Percentual |
| --------------------------------- | ---------------------------- | ------ | ------------------------------------------------------- | --------- | ---------- |
| Luiz Henrique da Silveira PMDB    | Eduardo Moreira PMDB         | 15     | Por Toda Santa Catarina (PMDB, PSDB)                    | 1.512.447 | 50,34%     |
| Esperidião Amin PPB               | Eni Voltolini PPB            | 11     | Santa Catarina Melhor (PPB, PFL, PSL, PST, PRTB, PTdoB) | 1.491.723 | 49,66%     |

## Resultado da eleição para senador
| Candidatos a senador da República | Candidatos a suplente de senador          | Número | Coligação                                               | Votação   | Percentual |
| --------------------------------- | ----------------------------------------- | ------ | ------------------------------------------------------- | --------- | ---------- |
| Ideli Salvatti PT                 | Belini Meurer PT Luiz Carlos João PT      | 130    | Frente Popular (PT, PL, PCdoB, PMN)                     | 1.054.304 | 18,81%     |
| Leonel Pavan PSDB                 | Neuto de Conto PMDB Selma Westphal PMDB   | 456    | Por Toda Santa Catarina (PMDB, PSDB)                    | 973.401   | 17,37%     |
| Hugo Biehl PPB                    | Darci de Matos PFL Adolar Carboni PPB     | 111    | Santa Catarina Melhor (PPB, PFL, PSL, PST, PRTB, PTdoB) | 958.629   | 17,10%     |
| Paulo Bornhausen PFL              | Adhemar Grisi PPB Alcides Pavanello PFL   | 252    | Santa Catarina Melhor (PPB, PFL, PSL, PST, PRTB, PTdoB) | 892.480   | 15,92%     |
| Milton Mendes PT                  | Justina Inês PT Arnaldo Ferreira PT       | 131    | Frente Popular (PT, PL, PCdoB, PMN)                     | 881.024   | 15,72%     |
| Casildo Maldaner PMDB             | Dalírio Beber PSDB Fátima Menegalli PSDB  | 151    | Por Toda Santa Catarina (PMDB, PSDB)                    | 709.033   | 12,65%     |
| Evaldino Leite PSD                | Antônio Horácio PSD Rosili Souza PSD      | 411    | Fé no Brasil (PSB, PSD)                                 | 94.745    | 1,69%      |
| Gérson Antônio Basso PV           | Edvaldo Machado PPS Célio Scholemberg PPS | 432    | Frente Ecológica Popular (PPS, PV, PSDC)                | 14.044    | 0,25%      |
| Elisiani Sanches PPS              | Antônio Batista PPS Carmelo Voltolini PPS | 234    | Frente Ecológica Popular (PPS, PV, PSDC)                | 12.283    | 0,22%      |
| Viviani Remor PSTU                | Márcio Silveira PSTU Sandra Aguiar PSTU   | 162    | —                                                       | 8.438     | 0,15%      |
| Carlos Müller PSTU                | Iara Thives PSTU Nelson Nobre PSTU        | 161    | —                                                       | 6.589     | 0,12%      |

## Deputados federais eleitos
São relacionados os candidatos eleitos com informações complementares da Câmara dos Deputados.

Representação eleita
  PT: 5
  PPB: 4
  PMDB: 4
  PFL: 2
  PDT: 1

| Número | Deputados federais eleitos | Partido | Votação | Percentual | Cidade onde nasceu | Unidade federativa |
| 1312   | Carlito Merss              | PT      | 140.657 | 4,58%      | Porto União        | Santa Catarina     |
| 1333   | Luci Choinacki             | PT      | 127.457 | 4,15%      | Descanso           | Santa Catarina     |
| 1145   | Odacir Zonta               | PPB     | 126.590 | 4,12%      | Encantado          | Rio Grande do Sul  |
| 2580   | Gervásio Silva             | PFL     | 113.137 | 3,69%      | São José           | Santa Catarina     |
| 1540   | Adelor Vieira              | PMDB    | 105.464 | 3,43%      | Blumenau           | Santa Catarina     |
| 1112   | Leodegar Tiscoski          | PPB     | 102.777 | 3,35%      | Sombrio            | Santa Catarina     |
| 1515   | Edinho Bez                 | PMDB    | 102.563 | 3,34%      | Gravatal           | Santa Catarina     |
| 1580   | Paulo Afonso Vieira        | PMDB    | 85.393  | 2,78%      | Teresina           | Piauí              |
| 2501   | Paulo Roberto Bauer        | PFL     | 81.400  | 2,65%      | Blumenau           | Santa Catarina     |
| 1111   | João Pizzolatti            | PPB     | 81.364  | 2,65%      | Blumenau           | Santa Catarina     |
| 1236   | Fernando Coruja            | PDT     | 76.063  | 2,48%      | Lages              | Santa Catarina     |
| 1598   | João Matos                 | PMDB    | 75.984  | 2,47%      | Ituporanga         | Santa Catarina     |
| 1340   | Cláudio Vignatti           | PT      | 67.993  | 2,21%      | Cunha Porã         | Santa Catarina     |
| 1171   | Ivan Ranzolin              | PPB     | 62.848  | 2,05%      | Lages              | Santa Catarina     |
| 1303   | Jorge Boeira               | PT      | 51.140  | 1,66%      | Vacaria            | Rio Grande do Sul  |
| 1365   | Mauro Passos               | PT      | 37.980  | 1,23%      | Rio Grande         | Rio Grande do Sul  |

## Deputados estaduais eleitos
São relacionados os candidatos eleitos com informações complementares da Assembleia Legislativa.

Representação eleita
  PPB: 10
  PT: 9
  PFL: 8
  PMDB: 7
  PSDB: 3
  PTB: 2
  PL: 1

| Número | Deputados estaduais eleitos | Partido | Votação | Percentual | Cidade onde nasceu | Unidade federativa |
| 11470  | Nelson Goetten              | PPB     | 56.327  | 1,82%      | Taió               | Santa Catarina     |
| 25200  | Onofre Agostini             | PFL     | 55.868  | 1,80%      | Ipê                | Rio Grande do Sul  |
| 25123  | João Rodrigues              | PFL     | 48.549  | 1,57%      | São Valentim       | Rio Grande do Sul  |
| 25110  | Clésio Salvaro              | PFL     | 48.302  | 1,56%      | Criciúma           | Santa Catarina     |
| 15670  | Mauro Mariani               | PMDB    | 44.836  | 1,45%      | Bituruna           | Paraná             |
| 15270  | Romildo Titon               | PMDB    | 43.556  | 1,40%      | Tangará            | Santa Catarina     |
| 25100  | Cesar Souza                 | PFL     | 42.192  | 1,36%      | Rio do Sul         | Santa Catarina     |
| 11234  | Altair Guidi                | PPB     | 40.223  | 1,30%      | Criciúma           | Santa Catarina     |
| 13111  | Volnei Morastoni            | PT      | 39.564  | 1,28%      | Rio do Sul         | Santa Catarina     |
| 11233  | Reno Caramori               | PPB     | 38.676  | 1,25%      | Getúlio Vargas     | Rio Grande do Sul  |
| 13313  | Ana Paula Lima              | PT      | 38.553  | 1,24%      | Curitiba           | Paraná             |
| 11222  | Gilmar Knaesel              | PPB     | 38.374  | 1,24%      | Pomerode           | Santa Catarina     |
| 11135  | Lício Mauro da Silveira     | PPB     | 37.747  | 1,22%      | Joinville          | Santa Catarina     |
| 45777  | Nilson Gonçalves            | PSDB    | 37.674  | 1,21%      | Curitiba           | Paraná             |
| 14104  | Narcizo Parisotto           | PTB     | 35.664  | 1,15%      | Concórdia          | Santa Catarina     |
| 25369  | Djalma Berger               | PFL     | 35.619  | 1,15%      | Bom Retiro         | Santa Catarina     |
| 45123  | Jorginho Mello              | PSDB    | 34.486  | 1,11%      | Ibicaré            | Santa Catarina     |
| 11223  | Joares Ponticelli           | PPB     | 34.378  | 1,11%      | Pouso Redondo      | Santa Catarina     |
| 15010  | Rogério Peninha             | PMDB    | 34.371  | 1,11%      | Nova Trento        | Santa Catarina     |
| 25120  | Antônio Ceron               | PFL     | 33.994  | 1,10%      | Tangará            | Santa Catarina     |
| 15220  | Herneus de Nadal            | PMDB    | 33.272  | 1,07%      | Palmitos           | Santa Catarina     |
| 25111  | Júlio Garcia                | PFL     | 32.573  | 1,05%      | Florianópolis      | Santa Catarina     |
| 11929  | Celestino Secco             | PPB     | 32.445  | 1,05%      | Florianópolis      | Santa Catarina     |
| 15180  | Moacir Sopelsa              | PMDB    | 32.116  | 1,04%      | Concórdia          | Santa Catarina     |
| 11147  | Antônio Carlos Vieira       | PPB     | 32.042  | 1,03%      | Florianópolis      | Santa Catarina     |
| 13613  | Francisco de Assis Nunes    | PT      | 31.749  | 1,02%      | Imaruí             | Santa Catarina     |
| 25888  | João Paulo Kleinübing       | PFL     | 31.407  | 1,01%      | Florianópolis      | Santa Catarina     |
| 11166  | Valmir Comin                | PPB     | 31.391  | 1,01%      | Siderópolis        | Santa Catarina     |
| 13789  | Dionei Walter da Silva      | PT      | 31.388  | 1,01%      | Pouso Redondo      | Santa Catarina     |
| 22333  | Odete de Jesus              | PL      | 31.361  | 1,01%      | União da Vitória   | Paraná             |
| 11111  | Nilson Duduco               | PPB     | 29.768  | 0,96%      | Florianópolis      | Santa Catarina     |
| 13699  | José Paulo Serafim          | PT      | 28.532  | 0,92%      | Criciúma           | Santa Catarina     |
| 13987  | Pedro Baldissera            | PT      | 28.306  | 0,91%      | Caxambu do Sul     | Santa Catarina     |
| 15215  | João Henrique Blasi         | PMDB    | 28.062  | 0,90%      | Florianópolis      | Santa Catarina     |
| 15650  | Genésio Goulart             | PMDB    | 27.971  | 0,90%      | Tubarão            | Santa Catarina     |
| 13120  | Wilson Vieira (Dentinho)    | PT      | 26.665  | 0,86%      | Santos             | São Paulo          |
| 13030  | Paulo Eccel                 | PT      | 23.978  | 0,77%      | Brusque            | Santa Catarina     |
| 13131  | Afrânio Boppré              | PT      | 23.802  | 0,77%      | Florianópolis      | Santa Catarina     |
| 45678  | Dado Cherem                 | PSDB    | 20.647  | 0,67%      | Brusque            | Santa Catarina     |
| 14300  | Sérgio Godinho              | PTB     | 19.175  | 0,62%      | Lages              | Santa Catarina     |